# 大夕張炭山駅
大夕張炭山駅（おおゆうばりたんざんえき）は、北海道夕張市鹿島北栄町にあった三菱石炭鉱業大夕張鉄道線の駅（廃駅）である。三菱大夕張炭鉱閉山に伴う大夕張鉄道線の路線短縮に伴い1973年に廃止された。
三菱大夕張炭鉱の石炭の他、コークス、メタノール、木材などの搬出で賑わった。三菱鉱業所有のメタノール輸送用タンク車タキ5200形・タキ5249 - 5262の常備駅でもあった。

## 歴史
大夕張炭鉱の北部開発に伴い、専用鉄道が延長。当初は貨物駅だった。

### 年表
- 1929年（昭和4年）
  - 1月22日：通洞駅として開業。旧機関区内に設けられた。
  - 6月1日：専用鉄道として発足。
- 1938年（昭和13年）10月20日：大夕張炭山駅と改称。
- 1939年（昭和14年）4月20日：三菱鉱業株式会社線として地方鉄道として開業、車扱貨物連絡運輸開始及び小口扱社線内取扱。運炭係内に駅を置く。
- 1941年（昭和16年）12月1日：小口扱貨物連絡運輸開始。
- 1947年（昭和22年）12月25日：駅舎新築落成。
- 1952年（昭和27年）5月1日：小口扱貨物取扱廃止。
- 1953年（昭和28年）
  - 12月16日：駅舎移築。
  - 12月25日：社線内旅客荷物取扱開始。
- 1963年（昭和38年）10月14日：明石町駅 - 当駅間通勤列車廃止。
- 1973年（昭和48年）12月16日：南大夕張駅 - 当駅間廃線により廃駅。

## 駅構造
単式ホーム1面1線の地上駅で、終日駅員が配置されていた。石炭積み込み線の他、営林署岐線も接続していた。駅舎は大夕張鉱業所入り口に位置し、石炭積み込みのポケットの他、鉄道課事務所、機関区も有し大夕張鉄道線の拠点だった。

## 廃止後
廃止後も駅舎は残され、屋根のペンキが塗り直されるなどして使用されていたが、周辺は住民がほとんどいなくなり荒野と化していた。夕張シューパロダムの建設に伴い1998年に大夕張地区住民が全戸移転した時も駅舎は存在していたが、その後間もなく解体された。2014年3月、夕張シューパロダムの試験湛水が開始されたが、駅跡周辺は水没しておらず、野に還っている。駅跡にも水は及んでいないものの、駅の痕跡はなくなっている。

## エピソードなど
廃駅を5ヶ月後に控えた1973年（昭和48年）7月25日、テレビドラマ『走れ!ケー100』第25回夕張編のロケが行われ、大野しげひさと元機関士役の笠智衆を乗せた模擬蒸気機関車「ケー100」が大夕張炭山駅構内や明石町駅 - 南大夕張駅間（香椎沢付近）のレール上を走行した。DVD映像で当駅の駅名標も確認出来る。

## 隣の駅
三菱石炭鉱業
大夕張鉄道線
大夕張駅 - 大夕張炭山駅

## 接続路線
- 森林鉄道 (大夕張営林署) - 主夕張森林鉄道